# Captain Laserhawk: A Blood Dragon Remix
Captain Laserhawk: A Blood Dragon Remix è una serie animata per adulti in streaming, prodotta da Ubisoft Film & Television e Bobbypills. La serie si ispira all'universo del videogioco del 2013 Far Cry 3: Blood Dragon, ma amalgama elementi e personaggi di molti altri franchise Ubisoft. Sviluppata da Adi Shankar, la serie è stata pubblicata il 19 ottobre 2023 su Netflix.

## Trama
La serie è ambientata nel 1992, in una realtà alternativa in cui gli Stati Uniti sono diventati "Eden", una tecnocrazia distopica controllata dalla megacorporazione che porta lo stesso nome. Dolph Laserhawk, un supersoldato modificato dalla Eden Tech Military, scappa e diventa un fuggitivo insieme al suo fidanzato Alex Taylor. Durante un ultimo furto, Taylor tradisce Laserhawk, che viene catturato e incarcerato nella prigione segreta di Eden, Supermaxx, sotto la direzione di Warden, che ha impiantato un ordigno esplosivo dentro di lui, Laserhawk viene poi selezionato per guidare una squadra di altri ribelli prigionieri in una serie di operazioni segrete.

## Personaggi
- Dolph Laserhawk: Un supersoldato fuggitivo imprigionato a Supermaxx. (Doppiato da Nathaniel Curtis,[4] in italiano da Jacopo Venturiero)
- Bullfrog: Una rana antropomorfa e un assassino francese imprigionato a Supermaxx. Basata sugli assassini della serie di videogiochi Assassin's Creed. (Doppiato da Balak,[4] in italiano da Francesco De Francesco)
- Red: Il leader dei Niji 6, una squadra di supereroi ispirati ai Power Rangers al servizio di Eden. Basato sugli operatori di Rainbow Six Siege. (Doppiato da Adi Shankar,[4] in italiano da Gianluca Iacono)
- Alex Taylor: L'ex fidanzato di Dolph, che diventa suo nemico dopo averlo tradito durante un furto. Basato sull'omonimo personaggio di The Crew. (Doppiato da Boris Hiestand,[4] in italiano da Riccardo Lombardo)
- Marcus Holloway: Il leader di un movimento di resistenza anti-Eden. Basato sull'omonimo personaggio di Watch Dogs 2. (Doppiato da Mark Ebulue,[4] in italiano da Francesco Rizzi)
- Warden: Il direttore della prigione di Supermaxx, che dà gli ordini alla squadra. (Doppiato da Caroline Ford,[4] in italiano da Valentina Favazza)
- Rayman: Un giornalista di Eden e un personaggio televisivo. Basato sull'omonimo personaggio della serie di videogiochi. (Doppiato da David Menkin,[4] in italiano da Alessandro Budroni)
- Jade: Una prigioniera di Supermaxx. Basata sull'omonimo personaggio di Beyond Good & Evil. (Doppiata da Courtney Mae-Briggs,[4] in italiano da Luisa D'Aprile)
- Pey'j: Un maiale antropomorfo imprigionato a Supermaxx. Basato sull'omonimo personaggio di Beyond Good & Evil. (Doppiato da Glenn Wrage,[4] in italiano da Roberto Fidecaro)
- Pagan Min: Un signore del crimine di Eden. Basato sull'omonimo personaggio di Far Cry 4. (Doppiato da Daniel York Loh,[4] in italiano da Simone Leonardi)
- Kenny Omega: Un wrestler della Eden Wrestling Federation. (Doppiato da sé stesso)[4]
- Cody Rhodes: Un wrestler della Eden Wrestling Federation reclutato nei Fantasmi. (Doppiato da sé stesso)[4]

## Episodi
| Stagione       | Episodi | Pubblicazione USA | Pubblicazione Italia |
| -------------- | ------- | ----------------- | -------------------- |
| Prima stagione | 6       | 2023              | 2023                 |

## Produzione
La serie è stata annunciata per la prima volta da Ubisoft nell'ottobre 2019, con il suo primo titolo Captain Laserhawk: A Blood Dragon Vibe, e con lo showrunner di Castlevania, Adi Shankar alla guida del progetto. Nel giugno 2021, durante l'evento virtuale "Geeked Week" di Netflix, Shankar ha rivelato che stava producendo la serie ispirandosi all'atmosfera di Far Cry 3: Blood Dragon e che il titolo definitivo sarebbe stato Captain Laserhawk: A Blood Dragon Remix. La serie è diretta da Shankar e dallo studio di animazione parigino Bobbypills che gestisce la produzione. Balak è direttore creativo e Mehdi Leffad è il regista. Gérard Guillemot, Hélène Juguet e Hugo Revon, sono i produttori della Ubisoft Film & Television. Oltre a Blood Dragon, la serie presenta personaggi ed elementi provenienti da diverse altre proprietà intellettuali di Ubisoft, come Assassin’s Creed, Rayman, Beyond Good & Evil, Rainbow Six, Watch Dogs e Rabbids.

## Distribuzione
La prima stagione di Captain Laserhawk: A Blood Dragon Remix di soli 6 episodi è stata pubblicata in tutto il mondo il 19 ottobre 2023 su Netflix.